# The Embodiment of Scarlet Devil
the Embodiment of Scarlet Devil. (яп. 東方紅魔郷 То:хо: Ко:макё:) — вертикальный скролл-шутер, 6-я часть серии Touhou Project и первая игра серии, выпущенная под Windows. Английское название обычно сокращают как EoSD.

## Разработка
Через 4 года после выпуска Mystic Square, ZUN, покинувший Amusement Makers, основал свой собственный додзин-кружок под названием «Team Shanghai Alice». Так как EoSD стал бы первым релизом компании, а также первой Touhou-игрой под Windows, ZUN хотел, чтобы игра произвела впечатление. Именно поэтому в EoSD прослеживается западная тематика.
Embodiment of Scarlet Devil стала первой игрой серии, в которой ZUN опробовал новую систему карт заклинаний (согласно которой, у карты должно быть название).

## Сюжет
В один из летних дней земли Гэнсокё заволакивает странным алым туманом, практически полностью блокирующим солнечный свет. Жрица Рэйму Хакурэй считает своим долгом выяснить причину этого погодного явления. Волшебница Мариса Кирисамэ отправляется в расследование с надеждой найти интересные магические предметы.
Выбранная игроком героиня добирается до особняка, расположенного на острове посреди озера, и сталкивается с многочисленной охраной. Создательницей тумана оказывается хозяйка особняка, вампиресса Ремилия Скарлет, «Алая Дьяволица». Так как вампиры не переносят прямой солнечный свет, она решила заблокировать его туманом, чтобы комфортно чувствовать себя днём. В ходе тяжёлого сражения героиня побеждает Ремилию, и в Гэнсокё возвращается нормальная погода.
По сюжету экстра-стадии, героини возвращаются в особняк во время отсутствия Ремилии и обнаруживают его в состоянии хаоса. Выясняется, что Фландр Скарлет — младшая сестра Ремилии — вырвалась на свободу после своего 495-летнего заточения; она просит героиню поиграть с ней.

## Геймплей
В игре представлено два играбельных персонажа (Рэйму Хакурэй и Мариса Кирисамэ), для каждого из которых перед началом игры можно выбрать один из двух типов атаки, различающихся характером стрельбы и действием бомб («карт заклинаний»).
Особенности
В EoSD появляется возможность «автоматического сбора бонусов»: если персонаж, обладая полной энергией, поднимется в верхнюю область экрана, то все видимые бонусы притянутся к нему. Другое нововведение — возможность применить бомбу сразу же после столкновения с пулей противника, тем самым сохраняя персонажу жизнь.

## Уровни
| Уровень     | Название                        | Босс середины стадии | Босс            | Примечания |
| ----------- | ------------------------------- | -------------------- | --------------- | --- |
| STAGE 1     | 夢幻夜行絵巻 〜 Mystic Flier    | Румия                | Румия           | |
| STAGE 2     | 湖上の魔精 〜 Water Magus       | Дайёсэй              | Чирно           | |
| STAGE 3     | 紅色の境 〜 Scarlet Land        | Хун Мэйлин           | Хун Мэйлин      | |
| STAGE 4     | 暗闇の館 〜 Save the mind       | Коакума              | Пачули Нолидж   | |
| STAGE 5     | 紅い月に瀟洒な従者を            | Сакуя Идзаёй         | Сакуя Идзаёй    | |
| FINAL STAGE | エリュシオンに血の雨            | Сакуя Идзаёй         | Ремилия Скарлет | Позади Ремилии видна красная луна — игра словом, обозначающим "рассвет" на японском языке. Ср. Наруто и оружие Сакуи. |
| EXTRA STAGE | 東方紅魔狂 〜 Sister of Scarlet | Пачули Нолидж        | Фландр Скарлет  | |